# ريناتو رومان
ريناتو رومان (بالإسبانية: Renato Román)‏ (10 أبريل 1990 في المكسيك - ) هو لاعب كرة قدم مكسيكي في مركز الهجوم.

## وصلات خارجية
- ريناتو رومان على موقع قاعدة بيانات كرة القدم.إي يو (الإنجليزية)
- ريناتو رومان على موقع Soccerway.com (الإنجليزية)